# Qàhtaba ibn Xabib
Abu-Abd-al-Hamid Qàhtaba ibn Xàbib ibn Khàlid ibn Madan at-Taí, més conegut senzillament com a Qàhtaba ibn Xabib o Qàhtaba (m. 749) fou un general abbàssida, cap de la dawa (missió) abbàssida del Khurasan abans del triomf de la dinastia. El seu nom real seria Ziyad i Kahtaba seria una forma verbal que vol dir "tocar de l'espasa". Era el net de Khalid ibn Madan, dels Banu Amr, un antic partidari del califa Alí ibn Abi Tàlib a la batalla del Camell (656) i general a la batalla de Nahrawan (17 de juliol del 658) contra els kharigites. La família es creu que estava establerta a Kufa i Khataba va anar al Khurasan en data desconeguda, podria ser vers el 715.
El moviment hashimiyya va sorgir al Khurasan l'any 718/719, equivalent al 100 de l'hègira, lligat a les esperances messiàniques del canvi de segle al calendari musulmà. El moviment hashimiyya va operar a la clandestinitat principalment a Merv i Nixapur, i va abraçar la causa abbàssida vers el 743/744. La direcció es va situar a Merv quan el cap, Khidash, el 729, es va traslladar de Nixapur a aquella ciutat. Els hashimiyya acceptaven la transferència de l'imamat d'Abu Hashim a Muhammad ibn Ali ibn Abd Allah ibn Abbas tot i el complex procediment jurídic emprat, però no l'acceptaven com a cap únic, i van tallar les relacions amb el moviment a Kufa. La repressió de la revolta de Zayd ibn Ali a Kufa (742/743) i l'execució l'any següent del seu fill Yahya ibn Zayd al Khurasan, van afectar el moviment xiïta i els hashimiyya es van acostar a l'imam abbàssida refugiat a al-Humayma. Un emissari abbàssida va anar de Kufa a Khurasan per organitzar el moviment; aquest emissari era Bukayr ibn Mahan i va fer molt pocs canvis en l'estructura organitzativa que a nivell de direcció tenia 12 nukaba (els caps principals) al front a Merv i uns 70 dais (duat) a tota la província (40 a Merv i rodalia). El 744 a la mort de l'imam Muhammad ibn Ali el va succeir el seu fill Ibrahim ibn Muhammad i una delegació en la que estava Kahtaba el va anar a veure a la Meca durant el pelegrinatge i li va jurar fidelitat; tant Ibrahim com Kahtaba vivien en la clandestinitat i la seva identitat era amagada fins i tot als alts dirigents del moviment.
Abu Muslim va arribar al Khurasan el 745/746 i va designar a Kahtaba com el general de les forces, amb el seu fill Hàssan ibn Qàhtaba com a lloctinent. El 747 Kahtaba va acompanyar a Abu Muslim en l'inscpecció dels centres de la dawa abbàssida al Khurasan, on es preparava la revolta general que s'havia d'iniciar l'octubre del 747. Després de la inspecció Kahtaba va tornar a La Meca per trobar a Ibrahim altre cop durant el pelegrinatge. Ibrahim el va confirmar com a cap de l'exèrcit abbàssida. A Khurasan les primeres banderes negres de la rebel·lió es van aixecar el 9 de juny del 747 però per diverses causes les operacions es van ajornar a l'hivern, i mentre Kahtaba va poder tornar de la Meca i Abu Muslim va poder reclutar pel seu exèrcit als mukatila de les tribus iemenites.
El gener del 748 Abu Muslim va entrar a Merv i va expulsar al governador omeia Nasr ibn Sayyar que va fugir més a l'oest. Fou llavors quan va arribar Kahtaba i va agafar el comandament que fins aleshores tenia el seu fill Hasan. Organitzativament la campanya la dirigien Khalid ibn Barmak i Djahm ibn Atiyya. La campanya principal es va iniciar l'abril del 748, i l'exèrcit va anar cap a Sarakhs on va derrotar el kharigita Shayban que va ser derrotat i mort. Ocupada Sarakhs va avançar cap a l'oest per la ruta principal de Merv a Tus, a Damghan i a Rayy, amb una vigilància acurada dels seus flancs (l'esquerra quedava protegit pel desert, la dreta per les muntanyes, i les ciutats per les que passava tenien cèl·lules abbàssides des de feia temps). D'Abiward es va dirigir a Tus on va trobar l'exèrcit de Tamin ibn Nasr (fill del governador omeia Nasr ibn Sayyar) al que va derrotar i matar. Tus fou ocupada i va seguir cap a Nixapur on va entrar el 3 de maig del 748; mentre havia arribat un fort exèrcit omeia dirigit per Nubata ibn Hanzala al-Kitabi que va establir posicions a Gurgan i va amenaçar el flanc dret del general. Kahtaba va abandonar la ruta per protegir el flanc, dirigint-se al nord; va trobar a les forces de Nubata a les que va derrotar (1 d'agost del 748); Nubata va morir i el seu exèrcit es va dispersar. Llavors Kahtaba va retornar a la via principal, i va ocupar Kumis, (setembre del 748) i va arribar a Rayy on va entrar sense oposició.
Un gran exèrcit reunit pels omeies i dirigit per Amir ibn Dubara al-Murri es va reunir a Esfahan. Kahtaba va despatxar al seu fill Hasan amb un contingent contra Nihawand, per cobrir el seu flanc dret, i amb la resta de l'exèrcit va atacar a al-Murri; la batalla es va lliurar a Djabalk el 18 de març de 749, i va ser una victòria decisiva pels abbàssides. L'exèrcit omeia va quedar destruït en gran part i la resta es va dirigir a Nihawand, que era atacada per Hasan; la defensa fou assolida per Malik ibn Adham al-Bahili; a la ciutat hi havia un fort contingent de tropes formades en majoria per àrabs Ahl al-Sham, i hi van arribar les forces antiabbàssides del Khurasan; en lloc de ser un reforç foren una discòrdia, ja que els dos grups no van tardar a enfrontar-se. Quan Kahtaba es va presentar davant la ciutat, Malik ibn Adham va iniciar converses secretes, va obtenir un salva conducte per les tropes sirianes, i li va obrir les portes de la ciutat; els sirians van poder marxar lliures però els khurasanians foren massacrats.
Yazid ibn Úmar ibn Hubayra, governador de l'Iraq, era l'última defensa que restava i va sortir de la seva capital cap a Madain, per evitar la caiguda d'aquesta ciutat; Kahtaba va arribar a Khanikin (juliol del 749); mentre el califa Marwan II hava reunit un nou exèrcit que avançava des del nord sota direcció de Uthman ibn Sufyan, en direcció a Shahrazur; Marwan volia defensar la Djazira perquè suposava que Kahtaba tenia com a objectiu final Djazira i Síria i no pas Iraq. Kahtaba va despatxar contra aquesta exèrcit un fort contingent dirigit per Abu l-Awn Abd al-Malik ibn Yazid al-Azdi que va derrotar l'exèrcit omeia i va entrar a Shahrazur. Kahtaba pel seu costat en lloc de dirigir-se a Madain, l'accés a la qual estava tallat per Ibn Hubayra, va sortir de Khanikin, va abandonar la via principal i va rodejar a l'enemic per Daskara i Djalula, va travessar el Katul prop de Badjisra i va arribar a Awana on va creuar el Tigris per mitjà d'un pont de barques. Va avançar llavors cap al-Anbar que va ocupar i va creuar l'Eufrates a Dimimma.
Ibn Hubayra es va haver de replegar a Kufa. Kahtaba va avançar per un costat de l'Eufrates mentre Ibn Hubayra l'observava des de l'altre costat, i prop de Fam al-Furat va trobar un lloc per creuar i a la nit ho va fer i va dirigir un atac sorpresa contra Ibn Hubayra (nit del 27 al 28 d'agost del [749]. Ibn Hubayra derrotat va haver d'abandonar Kufa. En la confusió de la batalla Kahtaba va resultar mort (o es va ofegar). El seu fill Hàssan ibn Qàhtaba entrava a Kufa l'endemà (29 d'agost del 749), sense gaire resistència, ja que els iemenites de la ciutat hi havien estat molt actius en favor dels abbàssides. Ibn Hubayra es va haver de tancar a Wasit on va quedar assetjat durant més d'onze mesos.